# Манушкино (Торопецкий район)
Манушкино — деревня в Торопецком районе Тверской области России. Входит в состав Плоскошского сельского поселения.

## История
До революции в Манушкино находились две православных церкви. В настоящее время обе не сохранились.
Воскресенская церковь, каменная, однопрестольная, построена в 1810 году. Церковь Владимирской Божией Матери, деревянная, однопрестольная, построена в 1855 году.
В списке населённых мест Псковской губернии за 1885 год значатся погост Манушкино (4 двора, 17 жителей, 2 православные церкви) и сельцо Манушкино (10 дворов, 22 жителя, винокуренный завод).

## География
Деревня расположена в 33 километрах к северо-западу от районного центра, города Торопец и в 20 километрах к юго-востоку от центра сельского поселения, поселка Плоскошь. Ближайшим населённым пунктом является деревня Шейно.
Климат
Деревня, как и весь район, относится к умеренному поясу северного полушария и находится в области переходного климата от океанического к материковому. Лето с температурным режимом +15…+20 °С (днём +20…+25 °С), зима умеренно-морозная −10…−15 °С; при вторжении арктических воздушных масс до −30…-40 °С.
Часовой пояс
Деревня Манушкино, как и вся Тверская область, находится в часовой зоне МСК (московское время). Смещение применяемого времени относительно UTC составляет +3:00.

## Население
| 2010 |
| ---- |
| 18   |

Население по переписи 2002 года составляло 32 человека.
Национальный состав
Согласно результатам переписи 2002 года, в национальной структуре населения русские составляли 100 % от жителей.